# Disney Filmparade
Die Disney Filmparade war eine Fernsehsendung, in der nach einem kurzen Magazin-Teil jeweils ein Spielfilm aus der Disney-Produktion gezeigt wurde. Hierbei handelte es sich überwiegend um Realfilme; abendfüllende Zeichentrickfilme aus der Disney-Produktion waren nur selten vertreten. Vor allem in der Anfangszeit waren häufig Klassiker wie Mary Poppins vertreten.
Im Magazinteil wurden neue Disney-Filme und die Disneyland-Freizeitparks vorgestellt, früher wurden zudem häufig kurze Trickfilme aus den 1930er bis 1950er Jahren mit den bekannten Disney-Figuren wie Donald Duck und Micky Maus gezeigt. Von 1992 bis 2002 lief die Sendung auf RTL, 2003 wechselte sie zu ProSieben und wurde dort bis Mitte Juni 2009 ausgestrahlt. Ab Januar 2010 wurde die Disney Filmparade auf Kabel 1 gezeigt, jedoch ohne den Magazin-Teil, der über die Disneyland-Parks und -Resorts berichtete. Am 1. November 2012 lief die letzte Folge auf Kabel 1.
Produziert wurde die Show von Janus TV in Ismaning bei München.

## Moderation
- Thomas Gottschalk (1992–1996, 1999–2000)
- Jenny Jürgens (1996–1997)
- Jasmin Wagner (2000–2002)
- Aleksandra Bechtel (2003–2004)
- Steven Gätjen (2004–2009)